# Maxmuelleria gigas
Maxmuelleria gigas is een lepelworm uit de familie Bonelliidae.
De wetenschappelijke naam van de soort werd in 1852 gepubliceerd door M. Müller.